# Unità 101
L'Unità 101 è stata una unità delle forze speciali di difesa israeliane (IDF). È stata fondata e comandata da Ariel Sharon per ordine del primo ministro David Ben-Gurion a partire dal mese di agosto 1953. Fu creata al fine di contrastare al meglio una serie di attacchi di Fedayyin arabi contro gli israeliani, che l'IDF non riusciva a fermare, era caratterizzata da un addestramento scrupoloso e da un modo di operare efficiente e spietato, molte furono le incursioni contro villaggi arabi dove spesso venivano uccisi civili, tra cui donne e bambini.
L'unità 101 è stata fusa nella brigata paracadutista nel 1954, e successivamente sciolta.